# 謝爾吉伊夫卡 (洛佐瓦區)
49°6′12″N 36°16′40″E / 49.10333°N 36.27778°E
塞爾希伊夫卡（烏克蘭語：Сергіївка）是位於烏克蘭東部的村莊，由哈爾科夫州洛佐瓦區的洛佐瓦市鎮負責管轄。該村始建於1914年，面積0.06平方公里，海拔高度118米，2001年人口26，人口密度每平方公里433.3人。